# Иванченко, Раиса Степановна
Раи́са Степа́новна Ива́нченко (24 декабря 1921, Деменка, Новозыбковский район — 20 апреля 2021, Йошкар-Ола) — советский и российский библиотечный и общественный деятель. Первый директор Централизованной библиотечной системы г. Йошкар-Олы Марий Эл (1976—1980). Заслуженный работник культуры Марийской АССР. Участница Великой Отечественной войны. Член КПСС. В 2005 году её имя включено в энциклопедию «Лучшие люди России».

## Биография
Родилась 24 декабря 1921 г. в селе Деменка ныне Новозыбковского района Брянской области в семье крестьян. 
Рано оставшись без родителей, в 14 лет уехала в г. Новозыбков, поступила в Школу фабрично-заводского обучения при спичечной фабрике, на которой и осталась после получения рабочей специальности. В 1938 году девушка переехала в Москву и поступила инструментальщицей на Краснопресненский машиностроительный завод. 
С началом Великой Отечественной войны добровольцем пошла на фронт. Стала бойцом истребительного батальона Краснопресненского района Москвы, занимаясь спасением государственного имущества, оказывая помощь гражданскому населению и выявляя диверсантов. После награждения орденом «Знак Почёта» о ней писала корреспондент «Комсомольской правды» Е. Каноненкова, её снимали для кадров фронтовой кинохроники, её портрет рисовал художник, ей заинтересовались зарубежные журналисты. Затем она была санитаркой санитарной роты 659 стрелкового полка, который вскоре был переименован в 155 Коммунистическую дивизию. Участвовала в Битве за Москву. Была серьёзно ранена в спину, после лечения в госпитале окончила курсы младших лейтенантов. Санинструктор, политрук медико-санитарной части, комсорг 3 стрелкового батальона 1210 стрелкового полка 362 стрелковой дивизии, в составе войск Калининского фронта воевала на Орловско-Курской дуге, взяла в плен несколько немцев, ходила в разведку. Там же получила тяжёлое ранение осколком гранаты в правую руку и живот, проходила 3-месячное лечение в г. Муроме. После госпиталя была эвакуирована в г. Читу, где находилась около 9 месяцев. В 1944 году была уволена из рядов Красной армии со второй группой инвалидности в звании капитана. Награждена орденом «Знак Почёта» и медалями. 
В 1944 году после демобилизации приехала в Москву. Работала в аппарате Краснопресненского райкома ВЛКСМ Москвы. 
В 1953 году переехала в г. Йошкар-Олу Марийской АССР. Вначале работала инспектором по библиотечной работе в Министерстве культуры Марийской АССР, директором кинотеатра «Рекорд».
Окончила заочно Московский библиотечный институт. В 1963—1989 годах работала в библиотеках г. Йошкар-Олы. В 1966 году назначена заведующей Центральной библиотекой Йошкар-Олы. При ней была обновлена материально-техническая база библиотеки, значительно увеличено комплектование библиотеки новыми изданиями (более 20000 книг в год). Приняла активное участие в централизации массовых библиотек г. Йошкар-Олы. С 1 февраля 1976 года по 8 декабря 1980 года работала директором Централизованной библиотечной системы г. Йошкар-Олы.
Занималась и общественной деятельностью: будучи пенсионеркой, была активной участницей городского Совета ветеранов. Избиралась депутатом городского Совета народных депутатов, где возглавляла комиссию по работе среди женщин-участниц войны и солдатских вдов. В 2006 году в составе делегации от Марий Эл побывала на торжественных мероприятиях, посвященных празднованию 65-летия Битвы под Москвой.  
За заслуги в области библиотечной деятельности ей присвоено почётное звание «Заслуженный работник культуры Марийской АССР». В 2005 году награждена медалью ордена «За заслуги перед Отечеством» II степени. Также награждена другими медалями и почётными грамотами разных уровней. 
Ушла из жизни 20 апреля 2021 года в Йошкар-Оле. 

## Звания и награды

### Трудовые
- Отличник культуры СССР[1]
- Заслуженный работник культуры Марийской АССР[1]
- Почётный ветеран Республики Марий Эл[1]
- Медаль «В ознаменование 100-летия со дня рождения Владимира Ильича Ленина» (1970)[1]
- Медаль ордена «За заслуги перед Отечеством» II степени (7 апреля 2005) — за многолетнюю активную общественную работу по социальной поддержке ветеранов и патриотическому воспитанию молодёжи[3][7]

### Боевые
- Орден «Знак Почёта» (07.1941)[2]
- Медаль «За боевые заслуги» (30.07.1943)[2]
- Медаль «За оборону Москвы» (01.05.1944)[2]
- Медаль «За победу над Германией в Великой Отечественной войне 1941—1945 гг.» (09.05.1945; 05.11.1945)[2]

## Память
- С июня 2022 года её имя носит Централизованная библиотечная система г. Йошкар-Олы Марий Эл[8][9].
- С декабря 2022 года в Центральной библиотеке г. Йошкар-Олы проводятся ежегодные патриотические чтения в честь бывшего директора Р. С. Иванченко[10].
- В 2005 году её имя включено в энциклопедию «Лучшие люди России» (часть II)[1][3].